# Länsväg 225
De Zweedse weg 225 (Zweeds: Länsväg 225) is een provinciale weg in de provincie Stockholms län in Zweden en is circa 40 kilometer lang.

## Plaatsen langs de weg
- Södertälje
- Vårsta
- Sorunda
- Ösmo

## Knooppunten
- E4/E20 bij Södertälje (begin)
- Länsväg 226 bij Vårsta
- Länsväg 257
- Riksväg 73 bij Ösmo (einde)